# United World College
United World Colleges (UWC) er en samling af 18 internationale kostgymnasier. Undervisningen foregår på gymnasieniveau, der også i Danmark giver adgang til universitetet. Eleverne følger det såkaldte IB-program.
UWC Danmark er en non-profit organisat (CVR nr. 30322126), som har kontor på Vartov i København. 

## Historie
Kurt Hahn blev i 1956 inviteret til at tale ved NATOs Defense College, og bemærkede det tætte samarbejde og venskab der fandtes mellem lande, der kort forinden havde været fjender. Han fik idéen om at bringe unge mennesker sammen på en tilsvarende måde, der kunne være eksempler på nedbrydning af den Kolde Krigs fjendtligheder. Konkret fik Hahn ideen om en skole hvor piger og drenge i 16-19-års alderen fra hele verden kunne tilegne sig faglige færdigheder og samtidigt lære om og af hinanden. Optagelse til skolen skulle være baseret uafhængigt af den enkelte elevs baggrund men snarre på deres akademiske færdigheder og motivation til at leve op til Hahns vision. UWC blev født med den første skole, Atlantic College i Wales, der i 1962 åbnede i et slot fra det 12. århundrede.
I 1967 blev Lord Mountbatten præsident for den internationale UWC-kommitté. Han så et behov for at give flere unge muligheden for at gå på UWC, og var med til at starte en process med målet om at åbne flere skoler. I 1971 åbnede United World College of South East Asia således i Singapore, og UWC of the Pacific i Canada i 1974. I 1978 blev Prins Charles udnævnt som præsident for UWC. Han valgte at fortsætte sin granonkels arbejde med at udvide organisationen. Prins Charles åbnede hele fem nye skoler i sin tid som præsident for UWC: Swaziland (1981), USA (1982), Italia (1982), Venezuela (1988) og Hongkong (1992).
I 1995 blev præsidentposten overtaget af Dronning Noor af Jordan. Hendes stærke interesse for UWC har hjulpet organisationen i at åbne flere nye skoler, såsom Norge (1995), Indien (1997) og skolerne i Costa Rica og Bosnien-Herzegovina i 2006. Fra 1999 og frem til 2013 delte Dronning Noor præsidentskabet med Sydafrikas tidligere præsident og Nobelprisvinder Nelson Mandela. 
H.K.H. Kronprinsen var protektor for UWC Danmark indtil han blev konge.
Selvom den Kolde Krig er slut, fortsætter UWC med at uddanne unge efter Hahns principper om, at fred og respekt for forskellighed kan skabes gennem kulturforståelse og sameksistens.

## Undervisning
UWC-skolerne følger IB-programmet, et toårigt international undervisningsprogram, der svarer til 2. og 3.g. Undervisningssproget er engelsk på de fleste af skolerne, mens det også er muligt at tage fag på spansk på United World College of Costa Rica og enkelte fag på fransk eller spansk på Lester B. Pearson United World College of the Pacific i Canada. UWC-skolerne i Norge og Italien tilbyder også undervisning i henholdsvis norsk og italiensk. IB-programmet er også adgangsgivende til danske universiteter.

## Aktiviteter
CAS-programmet (creativity, action, service), der er en del af IB-programmet, spiller en stor rolle i skolernes hverdag. CAS-programmet er ofte formet efter de enkelte skolers fysiske beliggenhed. United World College of the Atlantic har for eksempel et partnerskab med The Royal National Lifeboat Institution, og eleverne på Li Po Chun United World College kan være med til overvåge de lokale koralrev.

## Udvælgelse af skolernes elever
UWC vælger elever til skolerne uden at skele til race, religion, seksualitet eller evnen til at betale. Udvælgelsen af de forskellige skolers elever går ofte gennem uafhængige nationalkomitéer, der normalt også giver de udvalgte elever et stipendie. I Danmark går udvælgelsen gennem den danske nationalkomité.

## Målsætning
UWC-bevægelsens officielle målsætning lyder: "UWC makes education a force to unite people, nations and cultures for peace and a sustainable future"

## Skolerne
De atten skoler ligger i Norge, Storbritannien, USA, Canada, Hong Kong, Singapore, Indien, Swaziland, Italien, Costa Rica, Bosnien-Hercegovina, Holland, Tyskland Arkiveret 20. november 2013 hos  Wayback Machine, Armenien Arkiveret 3. december 2013 hos  Wayback Machine, Kina Arkiveret 11. marts 2020 hos  Wayback Machine, Japan, Thailand og Tanzania Arkiveret 10. april 2019 hos  Wayback Machine. Organisationen består foruden skolerne også af nationalkomitéer i over 130 lande, inklusive Danmark, hvis opgave det er at udvælge elever til skolerne. Eleverne er mellem 16 og 19 år gamle og på en typisk UWC-skole er der plads til mellem 200 og 300 elever.
- United World College of the Atlantic, (Wales, Storbritannien) – åbnede i 1962
- United World College of South East Asia, (Singapore) – åbnede i 1971
- Lester B. Pearson United World College of the Pacific (Canada) – åbnede i 1974
- Waterford-Kamhlaba United World College of Southern Africa (Swaziland) – åbnede i 1963, blev medlem af UWC i 1981
- Armand Hammer United World College of the American West, (USA) – åbnede i 1982
- United World College of the Adriatic, (Italien) – åbnede i 1982
- Simón Bolívar United World College of Agriculture, (Venezuela) – åbnede i 1988, lukkede i 2012
- Li Po Chun United World College, (Hong Kong) – åbnede i 1992
- Red Cross Nordic United World College, (Norge) – åbnede i 1995
- Mahindra United World College of India, (Indien) – åbnede i 1997
- United World College of Costa Rica, (Costa Rica) – åbnede i august, 2006
- United World College in Mostar, (Bosnien-Hercegovina) – åbnede i september, 2006
- United World College Maastricht, (Holland) – åbnede i 2009

- UWC Robert Bosch United World College Arkiveret 18. december 2019 hos  Wayback Machine, (Tyskland) - åbnede i september, 2014
- United World College Dilijan, (Armenien) - åbnede i september, 2014
- UWC Isak Japan, (Japan) - åbnede i 2014, blev medlem af UWC i 2016
- UWC Changshu Arkiveret 11. marts 2020 hos  Wayback Machine, (Kina) - åbnede i august, 2015
- UWC Thailand, (Thailand) - åbnede i 2008, blev medlem af UWC i 2016
- UWC East Africa Arkiveret 10. april 2019 hos  Wayback Machine (Tanzania) - åbnede i 1969, blev medlem af UWC i 2019

## Tidligere danske elever
- Zelma Feldman Lewerissa
- Milo Kinnoch
- Lene Espersen
- Clement Kjersgaard
- Ghil'ad Zuckermann
- Judith Kyst
- Christian Havrehed
- Camilla Bredholt